# Густав Фридрих фон Изенбург-Бюдинген-Бюдинген
Густав Фридрих фон Изенбург-Бюдинген-Бюдинген (на немски: Gustav Friedrich zu Isenburg-Büdingen-Büdingen; * 7 август 1715, Гедерн; † 12 февруари 1768, Гедерн) е граф от Изенбург-Бюдинген в Бюдинген.

## Произход
Той е вторият син на граф Ернст Казимир I фон Изенбург-Бюдинген-Бюдинген (1687 – 1749) и съпругата му графиня Кристина Елеанора фон Щолберг-Гедерн (1692 – 1745), дъщеря на граф Лудвиг Кристиан фон Щолберг-Гедерн и втората му съпруга херцогиня Кристина фон Мекленбург-Гюстров.

## Фамилия
Първи брак: на 21 ноември 1749 г. в Брахетролеборг, Илха Фюнен, с Доротея Бенедикта фон Ревентлов (* 13 октомври 1734, Брахетроллеборг; † 20 декември 1766, Бюдинген), дъщеря на граф Конрад Детлев Ревентлов (1704 – 1749) и херцогиня Вилхелмина Августа фон Шлезвиг-Холщайн-Норбург (1704 – 1749), дъщеря на принц Кристиан Карл фон Шлезвиг-Холщайн-Зондербург-Пльон. Те имат децата:
- Фридерика Луиза (1750 – 1751)
- Христиана Августа (1752 – 1752)
- Фридрих (1753 – 1756)
- Ернст Казимир (1755 – 1755)
- Христина Вилхелмина (1756 – 1826), омъжена на 5 март 1772 г. в Бюдинген за граф Йосиас II фон Валдек-Бергхайм (1733 – 1788)
- Августа Каролина (1758 – 1815), омъжена на 4 септември 1778 г. в Бергхеим за граф Франц Карл фон Ербах-Шьонберг господар на Бройберг (1724 – 1788)

Втори брак: на 5 декември 1767 г. във Вернигероде с графиня Августа Фридерика фон Щолберг-Вернигероде (* 4 септември 1743, Вернигероде; † 9 януари 1783, Ерланген), дъщеря на граф Хайнрих Ернст II фон Щолберг-Вернигероде (1716 – 1778) и принцеса Христиана Анна Агнес фон Анхалт-Кьотен (1726 – 1790), дъщеря на княз Август Лудвиг фон Анхалт-Кьотен. Те нямат деца.
Вдовицата му Августа се омъжва на 24 септември 1768 г. за по-големия му брат Лудвиг Казимир.